# Gregorova Vieska
Gregorova Vieska (węg. Gergelyfalva) – wieś (obec) na Słowacji położona w kraju bańskobystrzyckim, w powiecie Łuczeniec. Pierwsze wzmianki o miejscowości pochodzą z roku 1393. 
Według danych z dnia 31 grudnia 2012, wieś zamieszkiwały 143 osoby, w tym 72 kobiety i 71 mężczyzn.
W 2001 roku rozkład populacji względem narodowości i przynależności etnicznej wyglądał następująco:
- Słowacy – 87,42%
- Czesi – 0,66%
- Romowie – 3,97%
- Węgrzy – 4,64%

Ze względu na wyznawaną religię struktura mieszkańców kształtowała się w 2001 roku następująco:
- Katolicy rzymscy – 54,3%
- Ewangelicy – 41,06%
- Prawosławni – 2,65%
- Ateiści – 1,32%
- Nie podano – 0,66%